# Coliorga
Coliorga (en griego antiguo: Κολιοργα) o Colierga (Κολιεργα) era una ciudad de la antigua Caria. Era una polis (ciudad-Estado) y miembro de la Liga de Delos.
Su sitio está ubicado cerca de Elekçi, Turquía asiática.